# ریکاردو زیپولی
ریکاردو زیپولی (پراتو، ۱۹۵۲) استاد زبان و ادبیات فارسی در دانشگاه کا فوسکاری در ونیز است. او همچنین در این دانشگاه به تدریس ایده‌پردازی و تولید عکاسی نیز می‌پرداخته. ریکاردو زیپولی از سال ۲۰۱۹ استاد بازنشسته شد. او پیشتر از ۱۹۷۵ تا ۲۰۱۸ استاد زبان و ادبیات فارسی بود و سال‌های ۲۰۱۰ تا ۲۰۱۸ تصویرگری و عکاسی نیز تدریس می‌کرد. اولین نمایشگاه‌های عکاسی او در مؤسسه هنرهای معاصر لندن (۱۹۷۶)، ایل دیافراما، میلان (۱۹۷۷) و چهاردهمین دوسالانه هنر سائوپائولو (۱۹۷۷) برگزار شد. در سال ۱۹۷۸ با دیپلم کارگردانی فیلم و کارگردانی عکاسی از Centro Sperimentale di Cinematografia رم فارغ‌التحصیل شد. نمایشگاه‌های مطرحی شامل موزه هنرهای معاصر تهران (۲۰۰۸) و خانه عکاسی اروپا در پاریس (۲۰۰۹) شاهد گالری آثار او بودند. همچنین مجموعه عکس‌های او در ونیز، ویندوز، چندین شهر یونان، رومانی و بلغارستان به نمایش گذاشته شده‌است. او در سال ۲۰۱۹، جایزه پرمیو همینگوی را برای عکاسی دریافت کرد. زیپولی همچنین مترجم آثار فارسی به ایتالیایی بوده و قابوس‌نامه را ترجمه کرده‌است. او تألیفاتی همچون شعر هجو، طنز و هزل از ابتدا تا دوره تیموری، بازتاب ایران و دورنمای لغتنامه انگلیسی-فارسی را چاپ و منتشر کرده‌است.